# San Isidro de El General
San Isidro de El General es el distrito primero y ciudad cabecera del cantón de Pérez Zeledón, en la provincia de San José, de Costa Rica.

## Toponimia
Su nombre se compone de dos partes: una se debe a San Isidro Labrador (patrón de la localidad) y la segunda está relacionada con el río General.

## Ubicación
Se encuentra a 135 km de San José y a 212 km de Paso Canoas; un pueblo fronterizo con Panamá. Se encuentra en el centro del cantón y es el núcleo urbano de Pérez Zeledón, aislado de campo y montañas.

## Historia
El caserío que existía en esta zona era conocido como Quebrada de Los Chanchos. En el año 1910, gracias a la gestión de Patrocinio Barrantes, pasó a llamarse San Isidro de El General.
La red eléctrica y el servicio de acueducto iniciaron sus operaciones en 1943. En 1948 la Junta de Gobierno gestionó una red telefónica para comunicar El General, Daniel Flores y Rivas, con San Isidro.
El mercado municipal se innaguró en 1952 con la aprobación de un préstamo proveniente del Banco Nacional. En la edificación actualmente se ubica el Complejo Cultural. El 7 de agosto de 1954, durante la administración de José Figueres Ferrer, Ureña[cita requerida] cambió oficialmente el nombre del pueblo a primero denominarse ciudad y de llamarse San Isidro por San Isidro de El General, vía decreto n.º 40.
En 1972 el servicio eléctrico municipal se traspasó al ICE.
- El nombre de San Isidro de El General data desde 1910. Anteriormente se llamó Quebrada de Los Chanchos.
- En diciembre de 1942, se conoció un acuerdo tomado por el IFAM, de una partida de ¢25 000 para construir la cañería de San Isidro de El General.
- En 1943 funcionó la primera cañería y el alumbrado público. El señor Joaquín Barrantes era el dueño de la planta.
- La primera red telefónica la estructuró y puso a funcionar, don Gilberto Blanco Montero.
- El primer Ejecutivo Municipal fue don Óscar López Morales.
- En septiembre de 1948 se gestionó con la Junta de Gobierno, una red telefónica para comunicar El General, Daniel Flores y Rivas, con el distrito central Ureña (Hoy San Isidro de El General).
- Ureña cambió oficialmente el nombre por San Isidro de El General, por Decreto n.º 40 del 7 de agosto de 1954, durante la administración de Figueres Ferrer y siendo Presidente Municipal, Gilberto Blanco Montero.
- En 1952 el Banco Nacional concedió un empréstito a la Municipalidad, para construir el Mercado Municipal, el cual se ubicó donde está el Complejo Cultural.
- En marzo de 1953 se inauguró el colegio de secundaria y la Municipalidad solicitó que se le nombrara Escuela Vocacional UNESCO.
- En el 27 de marzo de 1955, el señor Roger Sobrado Hurtado instaló la primera radio emisora en San Isidro del El General bajo el nombre "La Voz de El General" con la bendición de Monseñor Delfín Quesada Castro, primer Obispo del cantón de Pérez Zeledón.[3][4]
- En agosto de 1960, se realizó un levantamiento topográfico de San Isidro de El General.
- En 1972 se firmó un traspaso del contrato de servicios eléctricos, entre la Municipalidad de Pérez Zeledón, la compañía de El General y el ICE.
- El 3 de octubre de 2017 el Concejo Municipal aprobó declarar al cantón como libre de discriminación y respetuoso de los Derechos Humanos.

## Geografía
San Isidro de El General cuenta con un área de 191,82 km² y una altitud media de 702 m s. n. m.

## Demografía
Para el año 2022, San Isidro de El General cuenta con una población estimada de 45 324 habitantes, y para el último censo efectuado, en 2011, San Isidro de El General contaba con una población de 45 327 habitantes.
San Isidro de El General es la localidad más poblada de la Región Brunca.

### Personalidades

#### Atletas
- Keylor Navas.
- Jose Pablo Elizondo.
- Ligia Madrigal.

## Localidades
- Barrios: Aeropuerto, Alto Alonso, Boruca, Boston, Cementerio, Cooperativa, Cristo Rey, Doce de Marzo, Dorotea, Durán Picado, España, Estadio, Evans Gordon Wilson, González, Hospital, Hoyón, I Griega, Las Américas, Lomas de Cocorí, Luis Monge, Morazán, Pavones, Pedregoso, Pocito, Prado, Romero, Sagrada Familia, San Andrés, San Luis, San Rafael Sur, San Vicente, Santa Cecilia, Sinaí, Tierra Prometida, Tormenta, Unesco, Valverde.
- Poblados: Alto Ceibo, Alto Huacas, Alto Sajaral, Alto San Juan, Alto Tumbas, Angostura, Bajo Ceibo, Bajo Esperanzas, Bajo Mora, Bijaguales, Bocana, Bonita, Ceibo, Ceniza, Dorado, Esperanzas, Guadalupe, Guaria, Higuerones, Jilguero, Jilguero Sur, Los Guayabos, María Auxiliadora, Miravalles, Morete, Ojo de Agua, Ocho de Diciembre, Pacuarito, Palma, Paso Beita, Paso Lagarto, Quebrada Honda (parte), Quebrada Vueltas, Quebradas, Roble, Rosario, San Agustín, San Jorge, San Juan de Miramar, San Lorenzo, San Rafael Norte, Santa Fe, Santa Marta, Suiza (parte), Tajo, Toledo, Tronconales, Tuis, Villanueva.

## Economía

### Turismo
San Isidro de El General se encuentra cerca de varios sitios turísticos muy visitados, como el Cerro Chirripó, el Parque Internacional La Amistad, Jardín Botánico Wilson y Playa Dominical. También existe la posibilidad de efectuar turismo de aventura y ecológico. San Isidro de El General ofrece numerosas opciones de hospedaje

### Agricultura
En el distrito hay producción de café, caña de azúcar y leche principalmente, aunque hay actividades y proyectos emprendedores que toman fuerza en el lugar y están dando fuertes señales de un incremento en su economía en los próximos años.

### Industria y comercio
La ciudad es sede de varias empresas e instituciones que tienen sus oficinas centrales en ella. Algunas de estas empresas son:
- Coopealianza: Cooperativa de ahorro y crédito con más de 50 oficinas y 800 empleados en todo el país. Fue fundada en 1971 tras la fusión de dos pequeñas cooperativas llamadas Coopehosani y Coopezel.
- ZEWS S.A.: Empresa dedicada a servicios de diseño de sitios web, desarrollo de aplicaciones móviles, entre otros. Sus oficinas centrales están ubicadas al Sureste de San Isidro de El General y cuenta con oficinas en Escazú, David (Panamá) y Atlanta.
- Corporación Coopeagri R.L.: Cooperativa agrícola industrial. Se dedica a la producción y comercialización de café, caña de azúcar y abono orgánico. Además, maneja cuatro supermercados, un almacén de suministros agrícolas, una estación de combustible y una ferretería. Fue fundada en 1962 y actualmente cuenta con más de 10 000 asociados.

## Cultura

### Música
El distrito cuenta con instituciones como la Escuela de Música Sinfónica de Pérez Zeledón y también un complejo cultural con las instalaciones necesarias para teatro y otras actividades semejantes.
La Escuela de Música Sinfónica de Pérez Zeledón es una institución que cuenta con el apoyo de la sede local de la Universidad Nacional de Costa Rica y de la Municipalidad de Pérez Zeledón. Gracias a esta alianza, la Escuela de Música está capacitada para aportar jóvenes talentosos al ámbito artístico nacional e internacional.

### Deportes
En San Isidro de El General existen representaciones en diversas disciplinas deportivas. Algunos de los equipos de la zona son:
- Municipal Pérez Zeledón, equipo de fútbol que milita en la Primera División de Costa Rica
- Juventud PZ, equipo de fútbol femenino en el 2014 ascendió a la Primera División Femenina de Costa Rica
- Guerreros, equipo de la Liga Superior de Baloncesto masculina
- Cantonal de Pérez Zeledón, equipo de voleibol que integra la primera división
- Cantonal de Pérez Zeledón, equipo de futsal que integra la primera división

### Educación
El distrito posee varias edificaciones de orden cultural, destacando el edificio del Complejo Cultural, el cual alberga la Biblioteca Pública Humberto Gamboa Alvarado, el teatro de la ciudad y una oficina de los escritores generaleños, así como, una pequeña escuela de música, la Escuela de Arte Generaleño. También, la ciudad cuenta con una Escuela Sinfónica y varios grupos artísticos.
San Isidro de El General es sede de universidades públicas y privadas, así como numerosas instituciones de educación primaria y secundaria.
La Universidad Internacional San Isidro Labrador (UISIL), universidad privada fundada en 1995. Además de su sede principal ubicada al norte de la ciudad de San Isidro de El General, cuenta con sedes en Heredia, Guápiles, Ciudad Quesada, Grecia, Buenos Aires, San Vito, Río Claro y Quepos. En la universidad se imparten carreras relacionadas con la administración de empresas, ingeniería en sistemas, educación y derecho, así como cursos libres y técnicos.

## Transporte

### Carreteras
Al distrito lo atraviesan las siguientes rutas nacionales de carretera:
- Ruta nacional 2
- Ruta nacional 242
- Ruta nacional 243
- Ruta nacional 325
- Ruta nacional 328
- Ruta nacional 334